# Frankijska jazda pancerna

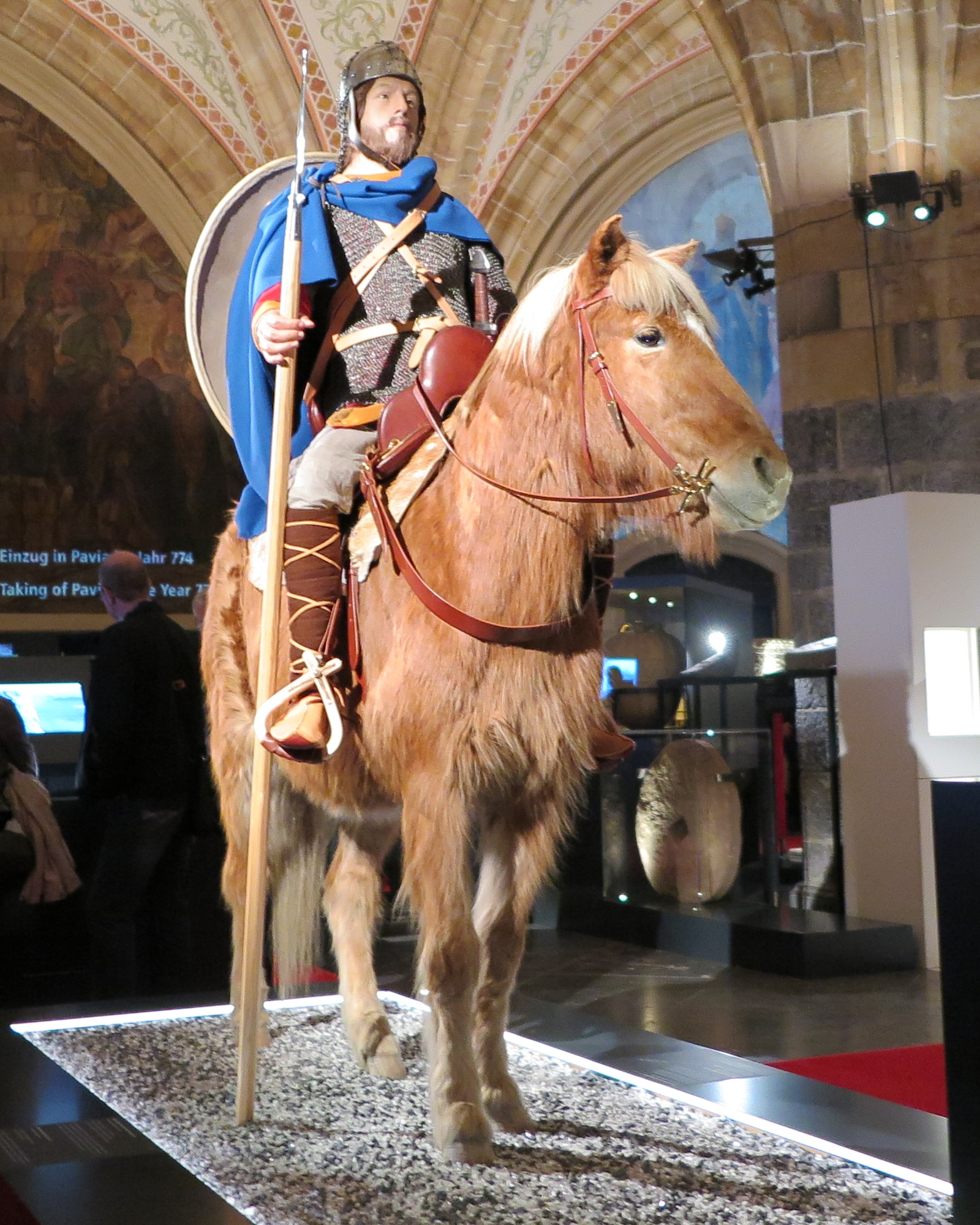
Członek frankijskiej jazdy pancernej, rekonstrukcja

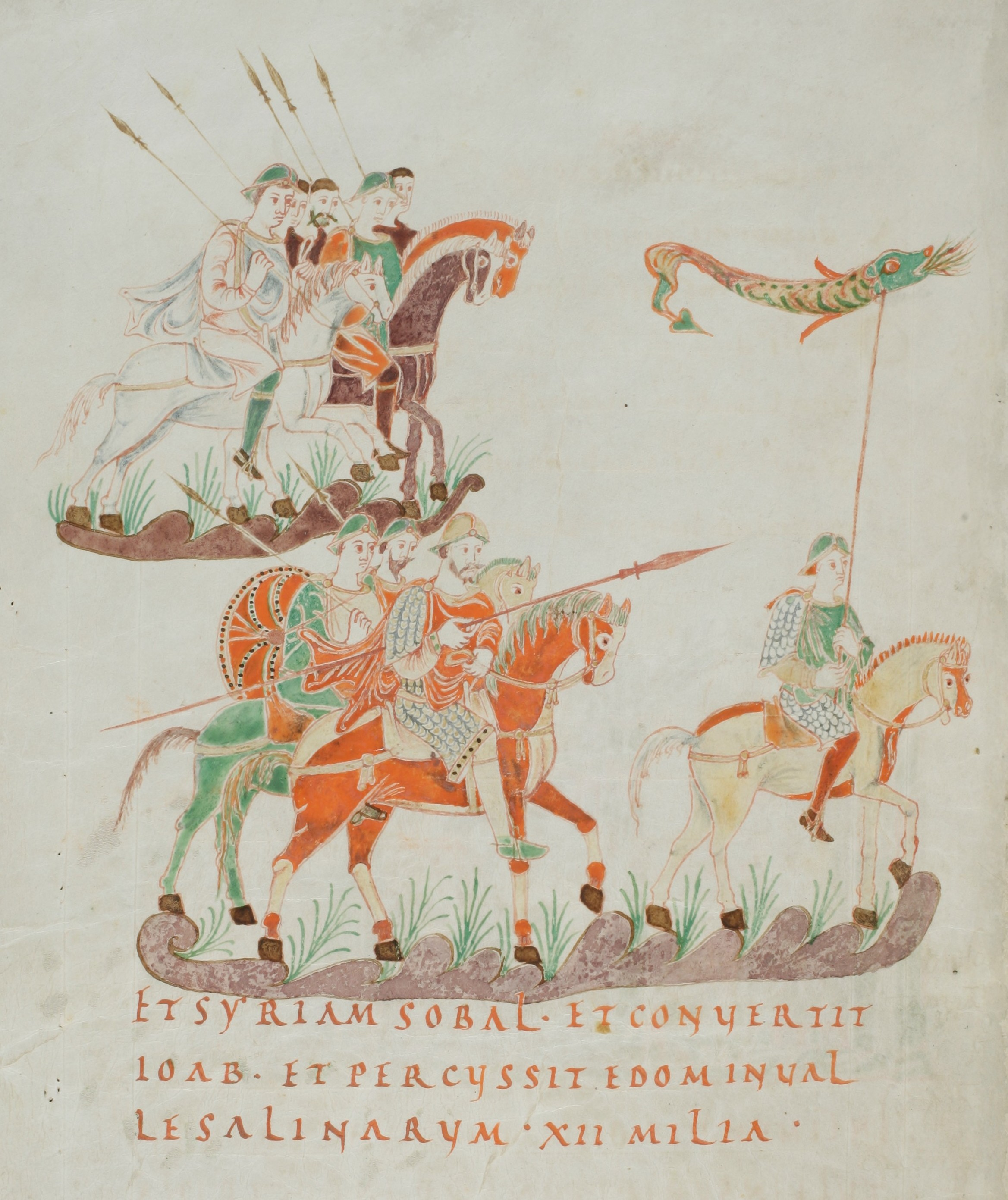
Wizerunek frankijskich jeźdźców pancernych z epoki (IX wiek), znajdujący się w Złotym Psałterzu z Sankt Gallen

Frankijska jazda pancerna – formacja wojskowa utworzona w połowie VIII wieku przez frankijskiego majordoma Karola Młota, z której wykształciło się późniejsze rycerstwo.

## Historia
Uzbrojenie ochronne frankijskiej jazdy pancernej składało się z zakrywającej ciało od łokci do ud zbroi karacenowej lub kolczej, hełmu otwartego typu kapalin albo hełmu stożkowego i średnich rozmiarów okrągłej drewnianej (z metalowymi okuciami) lub skórzanej tarczy. Na stopy zakładała wysokie skórzane buty lub metalowe nagolennice. Bronią białą był popularny wówczas miecz karoliński i włócznia skrzydełkowa o długości 2,5 metra, którą nie atakowano jednak spod ramienia (dopiero od około XI wieku), lecz z szerokiego rozmachu znad głowy niczym oszczepem. O sile uderzenia i skuteczności tej formacji decydowały żelazne strzemiona i siodła zapożyczone od Awarów.
Powyższe wyposażenie było na ówczesne warunki dość drogie, na przykład: hełm kosztował 6 krów, koń bojowy – 12, miecz – 7, para nagolenic – 6, zbroja – 12, włócznia wraz z tarczą – 2 krowy. Do tego dochodziły jeszcze koszty siodła, strzemion, wozu taborowego, prowiantu, czeladzi, konia lżejszej rasy i tym podobnych.
Pierwszy raz frankijska jazda pancerna weszła do walki w bitwie z Arabami pod Poitiers w 732 roku. Przyczyniła się do sukcesów Karola Wielkiego w wojnie z Sasami i Longobardami. Odegrała też decydującą rolę w bitwie z Madziarami na Lechowym Polu w 955 roku. Wzorowali się na niej drużynnicy władców słowiańskich.
Najbardziej znany wizerunek frankijskich jeźdźców pancernych z epoki (IX wiek), pochodzi ze Złotego Psałterza z Sankt Gallen: jeźdźcom pancernym towarzyszy z tyłu lekka kawaleria (zbrojna we włócznie, miecze i hełmy), a na ich czele jedzie chorąży z proporcem w kształcie smoka, typowym znakiem polowym Franków.